# Göteborgs södra kontrakt
Göteborgs södra kontrakt är från 2018 ett kontrakt i Göteborgs stift inom Svenska kyrkan. 
Kontraktskoden är 0801.

## Administrativ historik
Kontraktet bildades den 1 januari 2018 av
Domprosteriet med
- Domkyrkoförsamlingen i Göteborg
- Tyska Christinae församling
- Göteborgs Vasa församling
- Göteborgs Johannebergs församling
- Göteborgs Haga församling
- Göteborgs Annedals församling
- Göteborgs Masthuggs församling
- Göteborgs Oscar Fredriks församling

Älvsborgs kontrakt med
- Göteborgs Carl Johans församling
- Västra Frölunda församling
- Högsbo församling
- Älvsborgs församling
- Tynnereds församling
- Askims församling
- Styrsö församling
- Näsets församling

del av Nylöse kontrakt med
- Göteborgs S:t Pauli församling
- Härlanda församling
- Björkekärrs församling
- Örgryte församling